# Galaicos (tribo)
Os calaicos ou galaicos (em latim: Callaeci) foram uma antiga tribo da Galécia, um povo do Convento Bracarense que deu o seu nome duma maneira genérica a todos os povos da região.

## Etimologia
Os romanos batizaram os povos da região a norte do rio Douro, onde existia a cultura castreja, com o nome de “galaicos” por ter sido a primeira tribo que enfrentaram, na zona de Portocale, e pela sua braveza e espírito guerreiro, viu estendida a sua designação às outras tribos do Noroeste Peninsular. O historiador romano Plínio cita os galaicos como um dos povos do Convento Bracarense.
Mas a origem primitiva do nome da tribo dos galaicos pode vir da deusa Calaícia ou Cailleach, a deusa-mãe, por estes serem adoradores desta divindade. Sabe-se que um santuário que lhe era consagrado existia em Sobreira (Paredes, Porto).
Existem inúmeras referências históricas aos galaicos, sendo nomeados pela primeira vez por Apiano de Alexandria no ano -139, durante a campanha de Quinto Servílio Cepião que assolou os campos dos galaicos e vetões. O general romano Decimo Júnio Bruto na sua expedição de 138-136 a.C. pela sua vitória ganhou o agnome de Calaico (Callaicus).